# ISO 3166-2:ML
ISO 3166-2:ML — стандарт Международной организации по стандартизации, который определяет геокоды. Является подмножеством стандарта ISO 3166-2, относящимся к Мали. Стандарт охватывает 8 областей и 1 город Бамако Мали. Каждый геокод состоит из двух частей: кода Alpha2 по стандарту ISO 3166-1, для Мали — ML и дополнительного кода, записанных через дефис. Дополнительный код провинции образован односимвольным числом, трёхбуквенный код города образован созвучно названию города. Геокоды провинций и города являются подмножеством кодов домена верхнего уровня — ML, присвоенного Мали в соответствии со стандартами ISO 3166-1.

## Геокоды Мали
Геокоды 10 областей и 1 дистрикта административно-территориального деления Мали.
| Геокод | Административная единица | Статус  |
| ------ | ------------------------ | ------- |
| ML-1   | Каес                     | область |
| ML-6   | Томбукту                 | область |
| ML-2   | Куликоро                 | область |
| ML-7   | Гао                      | область |
| ML-3   | Сикасо                   | область |
| ML-8   | Кидаль                   | область |
| ML-4   | Сегу                     | область |
| ML-BKO | Бамако                   | город   |
| ML-5   | Мопти                    | область |
| ML-9   | Менака                   | область |
| ML-10  | Таоденни                 | область |

## Геокоды пограничных Мали государств
- Алжир — ISO 3166-2:DZ (на севере),
- Мавритания — ISO 3166-2:MR (на севере),
- Нигер — ISO 3166-2:NE (на востоке),
- Буркина-Фасо — ISO 3166-2:BF (на юго-востоке),
- Кот-д'Ивуар — ISO 3166-2:CI (на юге),
- Гвинея — ISO 3166-2:GN (на юге),
- Сенегал — ISO 3166-2:SN (на западе).